# Lucie Jones
Lucie Bethan Jones (Cardiff, Gales, Reino Unido, 20 de marzo de 1991), más conocida como Lucie Jones, es una cantante de género pop, actriz y modelo británica que saltó a la fama tras participar en la sexta temporada del show "The X Factor". Además, es conocida también debido a que fue la representante del Reino Unido en el Festival de la Canción de Eurovisión 2017, con la canción titulada «Never Give Up on You».

## Biografía
Nacida el día 20 de marzo de 1991 en Pentyrch, un pequeño pueblo situado a las afueras de la ciudad de Cardiff en Gales.
Desde muy niña siempre ha tenido una gran pasión por el mundo de la música.
Cabe destacar que en 2007 asistió como exploradora al famoso campamento de scouts mundial "Jamboree" y fue la encargada de interpretar el himno oficial titulado "Jambo", en la conmemoración "Jamboree del Centenario".

### The X Factor
En el 2009 hizo una prueba para la sexta edición del concurso de talentos The X Factor, con la canción «I Will Always Love You» de la cantante Whitney Houston.
Al estar durante las tres primeras semanas, accedió a los shows en vivo, cuya primera actuación fue con «Footprints in the Sand» de Leona Lewis.
Finalmente fue eliminada en la quinta semana de shows en vivo, después de una batalla contra el dúo irlandés Jedward. 
Al ser eliminada, un total de 1.113 espectadores se quejaron a la cadena de televisión ITV, afirmando que los votos fueron manipulados para favorecer a Jedward.

### Modelo y actriz
Tras su paso por el programa se hizo bastante famosa y además inició su carrera como modelo tras firmar un contrato con un agencia.
En mayo de 2010 también inició su carrera dentro del mundo de la interpretación, tras ser escogida por el destacado productor teatral Cameron Mackintosh, para que interpretara el papel de Cosette en el musical de Los miserables que se representó en los populares Teatros del West End.
En el mes de septiembre de ese año fue elegida para ser el nuevo rostro de la campaña de Wonderbra Full effect.
Seguidamente apareció en el capítulo "Lost in Time" de la serie The Sarah Jane Adventures, emitida por la BBC.
Más tarde en diciembre de 2013, desempeñó el papel de Victoria en el musical American Psycho, que tuvo lugar en el famoso Almeida Theatre.
En febrero de 2015 apareció como Melody Carver en el episodio "The Ballad of Midsomer County" de Midsomer Murders, en la ITV.
En el mes de abril hizo el papel de Emma en Like Me - The Social Media Musical y en marzo hizo de Molly en la gira por China, de Ghost the Musical.
En 2016 fue elegida para interpretar a Maureen Johnson en la gira británica de Rent.

### Festival de Eurovisión 2017
El 27 de enero de 2017 ganó la selección nacional "Eurovision: You Decide" con la canción «Never Give Up on You», un tema escrito, entre otros, por Emmelie de Forest, representante danesa y ganadora del Festival de la Canción de Eurovisión 2013. En consecuencia, se convirtió en la representante del Reino Unido en el Festival de la Canción de Eurovisión 2017. Tras su participación en la Gran Final, celebrada el 13 de mayo en Kiev, Ucrania, obtuvo el decimoquinto puesto, con 111 puntos.

## Discografía

### Sencillos
| Título                                       | Año  | Álbum                                             |
| -------------------------------------------- | ---- | ------------------------------------------------- |
| "You'll Never Walk Alone" (con Rhys Meirion) | 2013 | Cerddwn ymlaen                                    |
| "Confidence Is Conscienceless"               | 2015 | Confidence Is Conscienceless                      |
| "The Ballad of Midsomer County"              | 2015 | Midsomer Murders (Original Television Soundtrack) |
| "Never Give Up on You"                       | 2017 | —                                                 |